# Ђорђе Немањић
Ђорђе Немањић је био син српског великог жупана и управника у Зети Вукана Немањића. Ђорђе Немањић је наследио од оца управу у Зети 1208. године, а вероватно по узору на оца узео је и звање краља.
Ђорђе можда није био у најбољим односима са Стефаном Првовенчаним. Са Млетачком републиком је склопио уговор 3. јула 1208. године, у коме се Ђорђе заклео на верност и пружање помоћи венецијанском дужду.
Изгледа да је око 1220. краљ Стефан Првовенчани одузео Ђорђу власт у Котору и Зети или делу Зете, а син Првовенчаног Стефан Радослав се у две одлуке градског већа Котора из 1221. године и једној из 1227. године спомиње као краљ. Ипак, Ђорђе је можда задржао управу на југоистоку Зете. Ђорђе се поново спомиње као владар у Зети, то јест у Улцињу 1242, међутим није разјашњено да ли са титулом краља или кнеза. Константин Јиричек је записао да је Ђорђе од 1208. имао краљевску титулу, али је у Улцињу 1242. столовао само са титулом princeps Dioclie. Умро је после 21. августа 1242. године.

## Биографија
Ђорђе је био најстарији син Вукана. Имао је тројицу браће. Први, Стефан, основао је око 1252. године манастир Морачу. Дмитар (познат и по монашком имену Давид) основао је манастир Давидовицу. Умро је после 1286. године. Трећи брат Ђорђа звао се Владин.
Вукан је предао место локалног управника најстаријем сину 1208. године. Ђорђа су његови поданици ословљавали краљем, али он није имао никакво званично крунисање и за великог жупана Стефана Првовенчаног он је био само удеони кнез. Вукан је вероватно убедио свог брата и владара да Ђорђу преда Зету на управу и тако покушао коначно да се измири са братом, али и заштити своје непосредне наследнике и њихов положај у Србији.
Занимљив је натпис у Студеници из 1209. године на коме се Вукан помиње као удеони кнез. Вукан је умро 1209. године или убрзо након тога.
Ипак, борба међу Немањићима обновљена је током управе Ђорђа Вукановог у Зети. Он је већ 1208. године, прихватио врховну власт Млетачке републике. Тиме се покушао осамосталити од великог жупана Стефана Првовенчаног или бар стећи заштитника када буде покушао да се осамостали. Млетачка република је након освајања Цариграда 1204. године стекла примат у источном Средоземљу. Настојала је контролисати балканске луке те је 1205. године склопила савез са Дубровником. Поред Млетачке републике, Ђорђе је ступио у везе и са архонтом Кроје, Димитријем Прогонијем (1208-1215). Ђорђе је играо двоструку улогу. Димитрије је формално био вазал Млетачке републике, али је ковао планове да заузме млетачке територије на Балкану. Ђорђе се споразумом из 3. јула 1208. године обавезао да пружи војну помоћ архонту Кроје у његовој борби за млетачке поседе. Иначе, Димитрије је био ожењен Комнином Немањић, ћерком Стефана Првовенчаног. Димитрија је 1215. године наследио Григорије Камонас.
Нема непосредних података о деловању Ђорђа Немањића у периоду од 1208. до 1242. године. Стефан Првовенчани је уклонио непослушног локалног управника u Зети, или једном њеном делу са Котором око 1220. године вероватно након успешне војне акције. То се може закључити из одлуке градског већа у Котору из 1221. у којој пише да је донета у време краља Радослава, сина Стефана Првовенчаног. Од око 1220. Зетом су управљали, углавном, синови владара који су били одређени да наследе престо. Ђорђе Вуканов се поново спомиње у писаним изворима 1242. године као владар на подручју Улциња. Због тога није јасно да ли је од око 1220. задржао управу над јужним делом Зете или је у неком непознатом тренутку поново постао њен управник.
Највише невоља истраживачима задају помени Ђорђа као господара Дукље у документима којима је утврђено пријатељство између Улциња и Дубровника, a Улцињска бискупија се потчинила Дубровачкој надбискупији 1242. Делегација Улциња у преговорима добила је овлашћења а nobili viro domino Georgio, principe Dioclie, filio videlicet iupani Vlcanni ("од племенитог мужа, господара Ђорђа, кнеза Дукље, иначе сина жупана Вукана"). Дакле на почетку уговора стоји да је титула коју је Ђорђе носио била кнежевска. Међутим у писму Улцињског бискупа Марка Дубровачком надбискупу он пише да је све што су се договорили valde placuit regi nostro ("на задовољство нашег краља"). Сима Ћирковић је сматрао да се та реченица односи на Ђорђа тј. да је он за Улцињане краљ, а за Дубровчане кнез. На самом крају коначног уговора о пријатељству пише et hoc per sacramentum omnibus predictis placet totum, salua tamen pace domini regis Seruie ("и да је ово, након заклетве свих наведених, прихватљиво свима и да ће очувати мир господара, краља Србије") тј. појављује се посебно rex Servie који према мишљењу С.Ћирковића није истоветан са "regi nostro" Улцињана. То све не мора да значи да је rex noster из улцињског документа истоветан с Ђорђем, господарем Дукље, како га титулишу Дубровчани, односно да "наш краљ" није истоветан с краљем Србије из уговора о пријатељству два града. Врло лако се обе помена могу односити управо на владара Србије који је у том тренутку највероватније још увек био Владислав (има недоумица када је између 1241. и 1243. Урош I дошао на власт). Већина старијих истраживача је на основу овог документа и чињенице да Которани своја акта нису датовали његовом владавином сматрала да је Ђорђе деценијама пре смрти изгубио краљевску титулу. По свему судећи чак и ако се у својој области јесте титулисао као краљ, то му ни Дубровчани ни његов сизерен Владислав нису признавали. Урош I је након доласка на власт централизовао управу и дефинитивно ставио тачку на владавину других грана Немањића већим областима. Потомци Мирослава у Хуму и Вукана у Зети су сведени на жупанске породице.

## Породично стабло
|  |                       |  |  |  |  |  |  |  |  |  |  |  |  |  |  |  |
|  | 16. Урош I Вукановић  |  |  |  |  |  |  |  |  |  |  |  |  |  |  |  |
|  |                       |  |  |  |  |  |  |  |  |  |  |  |  |  |  |  |
|  |                       |  |  |  |  |  |  |  |  |  |  |  |  |  |  |  |
|  | 8. Zavida             |  |  |  |  |  |  |  |  |  |  |  |  |  |  |  |
|  |                       |  |  |  |  |  |  |  |  |  |  |  |  |  |  |  |
|  |                       |  |  |  |  |  |  |  |  |  |  |  |  |  |  |  |
|  | 17. Ана Диогенеса     |  |  |  |  |  |  |  |  |  |  |  |  |  |  |  |
|  |                       |  |  |  |  |  |  |  |  |  |  |  |  |  |  |  |
|  |                       |  |  |  |  |  |  |  |  |  |  |  |  |  |  |  |
|  | 4. Stefan Nemanja     |  |  |  |  |  |  |  |  |  |  |  |  |  |  |  |
|  |                       |  |  |  |  |  |  |  |  |  |  |  |  |  |  |  |
|  |                       |  |  |  |  |  |  |  |  |  |  |  |  |  |  |  |
|  | 2. Вукан Немањић      |  |  |  |  |  |  |  |  |  |  |  |  |  |  |  |
|  |                       |  |  |  |  |  |  |  |  |  |  |  |  |  |  |  |
|  |                       |  |  |  |  |  |  |  |  |  |  |  |  |  |  |  |
|  | 5. Анастасија Немањић |  |  |  |  |  |  |  |  |  |  |  |  |  |  |  |
|  |                       |  |  |  |  |  |  |  |  |  |  |  |  |  |  |  |
|  |                       |  |  |  |  |  |  |  |  |  |  |  |  |  |  |  |
|  | 1. Ђорђе Немањић      |  |  |  |  |  |  |  |  |  |  |  |  |  |  |  |
|  |                       |  |  |  |  |  |  |  |  |  |  |  |  |  |  |  |
|  |                       |  |  |  |  |  |  |  |  |  |  |  |  |  |  |  |

## Извори и литература
- Благојевић, Милош (1989). Србија у доба Немањића: Од кнежевине до царства 1168-1371. Београд: Вајат.
- Благојевић, Милош (2006). „Титуле принчева из куће Немањића у XII и XIII веку”. Манастир Морача. Београд: Балканолошки институт САНУ. стр. 33—44.
- Благојевић, Милош (2011). „Немањићи и државност Дукље-Зете-Црне Горе” (PDF). Зборник Матице српске за историју. 83: 7—24. Архивирано из оригинала (PDF) 13. 06. 2018. г. Приступљено 02. 02. 2019.
- Благојевић, Милош; Медаковић, Дејан (2000). Историја српске државности. 1. Нови Сад: Огранак САНУ.
- Божић, Иван (1950). „О положају Зете у држави Немањића”. Историски гласник. 3 (1-2): 97—122.
- Бубало, Ђорђе (2011). „Титуле Вукана Немањића и традиција Дукљанског краљевства”. Ђурђеви ступови и Будимљанска епархија: Зборник радова. Беране: Епископија будимљанско-никшићка. стр. 79—93.
- Ковачевић, Јован (1955). „Традиција о Дукљанском краљевству код Немањића”. Историски часопис. 5: 291—294.
- Логос, Александар А. (2017). Историја Срба I (PDF). Београд. ISBN 978-86-85117-37-4.
- Todić, Branislav; Popović, Danica (2006). Monastery of Morača. Srpska akademija nauka i umetnosti, Balkanološki institut. 9788671790468.
- Ћирковић, Сима (1970). „Зета у држави Немањића”. Историја Црне Горе (PDF). књ. 2, св. 1. Титоград: Редакција за историју Црне Горе. стр. 3—93.
- Ћирковић, Сима (1995). Срби у средњем веку. Београд: Идеа.
- Ћирковић, Сима (2004). Срби међу европским народима. Београд: Equilibrium.
- Fine, John Van Antwerp Jr. (1994) [1987]. The Late Medieval Balkans: A Critical Survey from the Late Twelfth Century to the Ottoman Conquest. Ann Arbor, Michigan: University of Michigan Press.